# 张乃峥
张乃峥（1921年—2014年5月13日），男，河南安阳人（一作北京人），中国风湿病学家，曾任北京协和医院风湿免疫科主任、内科学系副主任、教授、博士生导师。